# ロシア時間
|  | UTC+2  | MSK-1 | カリーニングラード時間 (KALT) |
|  | UTC+3  | MSK   | モスクワ時間 (MSK)            |
|  | UTC+4  | MSK+1 | サマラ時間 (SAMT)             |
|  | UTC+5  | MSK+2 | エカテリンブルク時間 (YEKT)   |
|  | UTC+6  | MSK+3 | オムスク時間 (OMST)           |
|  | UTC+7  | MSK+4 | クラスノヤルスク時間 (KRAT)   |
|  | UTC+8  | MSK+5 | イルクーツク時間 (IRKT)       |
|  | UTC+9  | MSK+6 | ヤクーツク時間 (YAKT)         |
|  | UTC+10 | MSK+7 | ウラジオストク時間 (VLAT)     |
|  | UTC+11 | MSK+8 | マガダン時間 (MAGT)           |
|  | UTC+12 | MSK+9 | カムチャツカ時間 (PETT)       |

ロシア時間 （ロシアじかん、 ロシア語: Время в России）は、ロシアで使用されている標準時である。ロシアは世界で最も多くの標準時を持つ国で、UTC+2からUTC+12の時間帯に1時間刻みで合計11の標準時を持っている。

## 時間帯の一覧
2020年12月27日以降のロシアの時間帯は以下のとおり。
|  | 時間帯                                  | 略号 | 標準時 | 地域 |
|  | --------------------------------------- | ---- | ------ | --- |
|  | カリーニングラード時間                  | KALT | UTC+2  | カリーニングラード州 |
|  | モスクワ時間                            | MSK  | UTC+3  | 中央連邦管区の全域、北西連邦管区（カリーニングラード州を除く全域）、南部連邦管区（アストラハン州を除く全域）、北カフカース連邦管区の全域、沿ヴォルガ連邦管区（サラトフ州、サマラ州、ウリヤノフスク州、ウドムルト共和国、ベルミ地方、バシコルトスタン共和国、オレンブルク州を除く）  |
|  | サマラ時間                              | SAMT | UTC+4  | サマラ州、ウドムルト共和国、アストラハン州（2016年3月26日まではMSK）、ウリヤノフスク州（2016年3月26日まではMSK）、サラトフ州（2016年12月3日まではMSK） |
|  | エカテリンブルク時間                    | YEKT | UTC+5  | ウラル連邦管区の全域、ペルミ地方、バシコルトスタン共和国、オレンブルク州 |
|  | オムスク時間                            | OMST | UTC+6  | オムスク州 |
|  | クラスノヤルスク時間                    | KRAT | UTC+7  | シベリア連邦管区（オムスク州、イルクーツク州を除く） |
|  | イルクーツク時間                        | IRKT | UTC+8  | イルクーツク州、ブリヤート共和国 |
|  | ヤクーツク時間                          | YAKT | UTC+9  | アムール州、ザバイカリエ地方（2014年10月26日から2016年3月26日まではIRKT）、サハ共和国（オイミャコン地区、ウスチ・ヤンスク地区、ヴェルホヤンスク地区、アッライホフ地区、アビー地区、モマ地区、ニジュネコルィムスク地区、スレドネコルィムスク地区、ヴェルフネコルィムスク地区を除く） |
|  | ウラジオストク時間                      | VLAT | UTC+10 | ユダヤ自治州、ハバロフスク地方、沿海地方、サハ共和国オイミャコン地区、ウスチ・ヤンスク地区、ヴェルホヤンスク地区 |
|  | マガダン時間 (旧スレドネコリムスク時間) | MAGT | UTC+11 | サハ共和国アッライホフ地区、アビー地区、モマ地区、ニジュネコルィムスク地区、スレドネコルィムスク地区、ヴェルフネコルィムスク地区、サハリン州（樺太及び南クリル管区・クリル管区は2016年3月26日まではVLAT）、マガダン州（2014年10月26日から2016年4月23日まではVLAT）                  |
|  | カムチャツカ時間                        | PETT | UTC+12 | チュクチ自治管区、カムチャツカ地方 |

## 歴史

### ソ連時代
ソ連時代の大半、現在のロシアにあたる地域には、モスクワ時間(MSK)からアナディリ時間 (MSK+10)までの11の標準時があった（全ソ連でも同じ数になるが）。アナディリ時間は、1982年以降の最東端であるカムチャツカ時間(MSK+9)よりさらに1時間早い。
1930年6月21日、全土の標準時を1時間進める「Декретное время」（政令時間）が実行された。たとえばモスクワ時間は、UTC+2からUTC+3となった。
1981年4月1日、夏時間が（1917年のみ不完全に導入されて以来再度）導入され、同時に「Декретное время」（政令時間）も継続適用された。たとえばモスクワ時間は、通年UTC+3から、冬季はUTC+3・夏季はUTC+4となった。夏時間の期間は、当初は4月1日から10月1日までであったが、2011年の廃止前は3月最終日曜日の午前2時（現地時刻）に1時間進め、10月最終日曜日の午前3時（現地時刻）に1時間戻すというものであった（他のヨーロッパ諸国とは若干異なる）。
1982年4月1日、アナディリ時間(MSK+10)がカムチャツカ時間(MSK+9)に統合され、標準時は10になった。
1989年3月26日、サマラ時間(MSK+1)がモスクワ時間(MSK)に統合された。また、カリーニングラード州はモスクワ時間から分かれカリーニングラード時間(MSK-1)となった。
1991年9月29日、サマラ時間が復活し、標準時は11となった。

### 2002年以前の変更

1993年時点のロシアの時間帯

1992年1月19日 ほぼ全国の時間が1時間進められた。
1993年5月23日 ノヴォシビルスク州がオムスク時間（UTC+6）に移行。
1995年5月28日 アルタイ地方、アルタイ共和国がオムスク時間（UTC+6）に移行。
1997年3月30日 サハリン州（南クリル管区、クリル管区、北クリル管区を除く）がウラジオストク時間（UTC+10）に移行。

### 2002年の変更

2009年時点のロシアの時間帯

2002年5月1日 トムスク州がオムスク時間（UTC+6）に移行。

### 2010年の変更

2010年3月時点のロシアの時間帯

ドミトリー・メドヴェージェフ大統領は、標準時間帯の削減を画策し、2010年3月28日の夏時間開始と同時に、ケメロヴォ州をオムスク時間に移行、カムチャツカ時間を廃してマガダン時間に統合し、サマラ時間を廃してモスクワ時間に統合した。これによってこれまでより時間帯が2つ減り、UTC+2からUTC+11の時間帯に9つの標準時を持つこととなった。
2010年11月に以下の連邦構成主体がロシア政府に対し、モスクワとの時差を1時間短縮するよう要請した。
- 2010年11月2日  ブリヤート共和国
- 2010年11月9日 ユダヤ自治州
- 2010年11月10日 サハ共和国（東部）
- 2010年11月11日  ハバロフスク地方
- 2010年11月12日 カムチャツカ地方
- 2010年11月13日 オムスク州（2011年2月に取り下げられた）
- 2010年11月15日 チュクチ自治管区
- 2010年11月17日 イルクーツク州
- 2010年11月18日 マガダン州
- 2010年11月18日 沿海地方
- 2010年11月19日 サハリン州

### 2011年の変更

2011年9月時点のロシアの時間帯

2011年8月31日付法令第725号（政令時間及び夏時間の廃止）により、2011年10月30日に冬時間に戻さず、これまでの夏時間を通年の標準時とした。これによって、モスクワ時間などの各標準時はこれまでの冬時間よりも1時間進められた状態となった（たとえばモスクワ時間は通年UTC+4）。

### 2014年の変更
2014年3月30日 - ロシアのクリミア半島併合に伴い、クリミア共和国とセバストポリ連邦市はウクライナ標準時（冬季UTC+2、夏季UTC+3）からモスクワ時間（UTC+4）に移行。

2014年10月26日時点のロシアの各標準時

2014年7月22日 - 2011年の変更に関する国民の不満を受けてにウラジーミル・プーチン大統領は標準時をかつての冬時間に戻す法案に署名。
2014年10月26日 - 上記法案に基づきロシアの時間帯が変更。ロシア国内の全ての標準時が1時間戻され、2011年3月以前の冬時間の時間帯が採用された（たとえばモスクワ時間は通年UTC+3となった）。ただし、同時に以下の変更が行われた。
- マガダン時間を廃止。旧マガダン時間（UTC+12）に属していた地域の標準時を以下のように変更。
  - チュクチ自治管区、カムチャツカ地方がこの日復活したカムチャツカ時間（UTC+12）に移行。
  - マガダン州がウラジオストク時間（UTC+10）に移行。
  - サハ共和国各地域、サハリン州北クリル管区は、新設されたスレドネコリムスク時間（UTC+11）に移行。
- ザバイカリエ地方が旧ヤクーツク時間（UTC+10）からイルクーツク時間（UTC+8）に移行。
- ケメロヴォ州が旧オムスク時間（UTC+7）からクラスノヤルスク時間（UTC+7）に移行。
- サマラ時間（UTC+4）が復活し、ウドムルト共和国、サマラ州が旧モスクワ時間（UTC+4）から移行。

以上の変更が行われた結果、ロシア時間は再びUTC+2からUTC+12まで11の標準時を持つこととなった。

### 2016年の変更
2016年3月27日

2016年12月4日時点のロシアの各標準時

- ウリヤノフスク州、アストラハン州がモスクワ時間（UTC+3）からサマラ時間（UTC+4）に移行。
- アルタイ共和国、アルタイ地方がオムスク時間（UTC+6）からクラスノヤルスク時間（UTC+7）に移行。
- ザバイカリエ地方がイルクーツク時間（UTC+8）からヤクーツク時間（UTC+9）に移行。
- サハリン州（北クリル管区を除く全域）がウラジオストク時間からスレドネコリムスク時間（UTC+11）に移行。

2016年4月24日
- マガダン時間（UTC+11）が復活し、マガダン州がウラジオストク時間（UTC+10）から移行。
- 同時に、スレドネコリムスク時間（UTC+11）がマガダン時間に統合され廃止[5]。

2016年5月29日 - トムスク州がオムスク時間（UTC+6）からクラスノヤルスク時間（UTC+7）に移行。
2016年7月24日 - ノヴォシビルスク州がオムスク時間（UTC+6）からクラスノヤルスク時間（UTC+7）に移行。
2016年12月4日 - サラトフ州がモスクワ時間（UTC+3）からサマラ時間（UTC+4）に移行。

### 2018年の変更

2018年10月28日時点のロシアの各標準時

2018年10月28日 - ヴォルゴグラード州がサマラ時間（UTC+4）に移行。

### 2020年の変更
2020年12月27日 - ヴォルゴグラード州が再度モスクワ時間（UTC+3）に移行。

### 時間帯の変遷
|  | 時間帯                                    | 2009年10月31日以前 （夏時間） | 2010年3月28日以前 （冬時間） | 2010年3月28日から 2010年10月31日 （夏時間） | 2010年10月31日から 2011年3月27日 （冬時間） | 2011年3月27日から 2014年10月25日 （通年） | 2014年10月25日から 2016年4月24日 （通年） | 現在 （通年） |
|  | ----------------------------------------- | ----------------------------- | ---------------------------- | ------------------------------------------- | ------------------------------------------- | ----------------------------------------- | ----------------------------------------- | ------------- |
|  | カリーニングラード時間                    | KALST (UTC+3)                 | KALT (UTC+2)                 | KALST (UTC+3)                               | KALT (UTC+2)                                | KALT (UTC+3)                              | KALT (UTC+2)                              | KALT (UTC+2)  |
|  | モスクワ時間                              | MSD (UTC+4)                   | MSK (UTC+3)                  | MSD (UTC+4)                                 | MSK (UTC+3)                                 | MSK (UTC+4)                               | MSK (UTC+3)                               | MSK (UTC+3)   |
|  | サマラ時間                                | SAMST (UTC+5)                 | SAMT (UTC+4)                 | MSD (UTC+4)                                 | MSK (UTC+3)                                 | MSK (UTC+4)                               | SAMT (UTC+4)                              | SAMT (UTC+4)  |
|  | エカテリンブルク時間                      | YEKST (UTC+6)                 | YEKT (UTC+5)                 | YEKST (UTC+6)                               | YEKT (UTC+5)                                | YEKT (UTC+6)                              | YEKT (UTC+5)                              | YEKT (UTC+5)  |
|  | オムスク時間                              | OMSST (UTC+7)                 | OMST (UTC+6)                 | OMSST (UTC+7)                               | OMST (UTC+6)                                | OMST (UTC+7)                              | OMST (UTC+6)                              | OMST (UTC+6)  |
|  | クラスノヤルスク時間                      | KRAST (UTC+8)                 | KRAT (UTC+7)                 | KRAST (UTC+8)                               | KRAT (UTC+7)                                | KRAT (UTC+8)                              | KRAT (UTC+7)                              | KRAT (UTC+7)  |
|  | イルクーツク時間                          | IRKST (UTC+9)                 | IRKT (UTC+8)                 | IRKST (UTC+9)                               | IRKT (UTC+8)                                | IRKT (UTC+9)                              | IRKT (UTC+8)                              | IRKT (UTC+8)  |
|  | ヤクーツク時間                            | YAKST (UTC+10)                | YAKT (UTC+9)                 | YAKST (UTC+10)                              | YAKT (UTC+9)                                | YAKT (UTC+10)                             | YAKT (UTC+9)                              | YAKT (UTC+9)  |
|  | ウラジオストク時間                        | VLAST (UTC+11)                | VLAT (UTC+10)                | VLAST (UTC+11)                              | VLAT (UTC+10)                               | VLAT (UTC+11)                             | VLAT (UTC+10)                             | VLAT (UTC+10) |
|  | マガダン時間 （旧スレドネコリムスク時間） | MAGST (UTC+12)                | MAGT (UTC+11)                | MAGST (UTC+12)                              | MAGT (UTC+11)                               | MAGT (UTC+12)                             | SRET (UTC+11)                             | MAGT (UTC+11) |
|  | カムチャツカ時間                          | PETST (UTC+13)                | PETT (UTC+12)                | MAGST (UTC+12)                              | MAGT (UTC+11)                               | MAGT (UTC+12)                             | PETT (UTC+12)                             | PETT (UTC+12) |

## IANA time zone database
IANA time zone databaseのzone.tabには、ロシアの標準時として以下の26の時間帯が含まれている。
| 国コード | 座標            | TZ                 | 注釈                              | 協定世界時との差 | 夏時間 | 備考 |
| -------- | --------------- | ------------------ | --------------------------------- | ---------------- | ------ | ---- |
| RU       | +6445+17729     | Asia/Anadyr        | MSK+09 - ベーリング海             | +12:00           | +12:00 |      |
| RU       | +5322+08345     | Asia/Barnaul       | MSK+04 - アルタイ                 | +07:00           | +07:00 |      |
| RU       | +5203+11328     | Asia/Chita         | MSK+06 - ザバイカリエ             | +09:00           | +09:00 |      |
| RU       | +5216+10420     | Asia/Irkutsk       | MSK+05 - イルクーツク、ブリヤート | +08:00           | +08:00 |      |
| RU       | +5301+15839     | Asia/Kamchatka     | MSK+09 - カムチャツカ             | +12:00           | +12:00 |      |
| RU       | +623923+1353314 | Asia/Khandyga      | MSK+06 - トンポ、ウスチ＝マヤ     | +09:00           | +09:00 |      |
| RU       | +5601+09250     | Asia/Krasnoyarsk   | MSK+04 - クラスノヤルスク地方     | +07:00           | +07:00 |      |
| RU       | +5934+15048     | Asia/Magadan       | MSK+08 - マガダン                 | +11:00           | +11:00 |      |
| RU       | +5345+08707     | Asia/Novokuznetsk  | MSK+04 - ケメロヴォ               | +07:00           | +07:00 |      |
| RU       | +5502+08255     | Asia/Novosibirsk   | MSK+04 - ノヴォシビルスク         | +07:00           | +07:00 |      |
| RU       | +5500+07324     | Asia/Omsk          | MSK+03 - オムスク                 | +06:00           | +06:00 |      |
| RU       | +4658+14242     | Asia/Sakhalin      | MSK+08 - サハリン島               | +11:00           | +11:00 |      |
| RU       | +6728+15343     | Asia/Srednekolymsk | MSK+08 - サハ(東部)、北クリル     | +11:00           | +11:00 |      |
| RU       | +5630+08458     | Asia/Tomsk         | MSK+04 - トムスク                 | +07:00           | +07:00 |      |
| RU       | +643337+1431336 | Asia/Ust-Nera      | MSK+07 - オイミャコン             | +10:00           | +10:00 |      |
| RU       | +4310+13156     | Asia/Vladivostok   | MSK+07 - アムール川               | +10:00           | +10:00 |      |
| RU       | +6200+12940     | Asia/Yakutsk       | MSK+06 - レナ川                   | +09:00           | +09:00 |      |
| RU       | +5651+06036     | Asia/Yekaterinburg | MSK+02 - ウラル                   | +05:00           | +05:00 |      |
| RU       | +4621+04803     | Europe/Astrakhan   | MSK+01 - アストラハン             | +04:00           | +04:00 |      |
| RU       | +5443+02030     | Europe/Kaliningrad | MSK-01 - カリーニングラード       | +02:00           | +02:00 |      |
| RU       | +5836+04939     | Europe/Kirov       | MSK+00 - キーロフ                 | +03:00           | +03:00 |      |
| RU       | +554521+0373704 | Europe/Moscow      | MSK+00 - モスクワ州               | +03:00           | +03:00 |      |
| RU       | +5312+05009     | Europe/Samara      | MSK+01 - サマラ、ウドムルト       | +04:00           | +04:00 |      |
| RU       | +5134+04602     | Europe/Saratov     | MSK+01 - サラトフ                 | +04:00           | +04:00 |      |
| RU       | +5420+04824     | Europe/Ulyanovsk   | MSK+01 - ウリヤノフスク           | +04:00           | +04:00 |      |
| RU       | +4844+04425     | Europe/Volgograd   | MSK+00 - ヴォルゴグラード         | +03:00           | +03:00 |      |